# Vozera Babrovitskaje
Vozera Babrovitskaje (vitryska: Возера Бабровіцкае) är en sjö i Belarus.   Den ligger i voblasten Brests voblast, i den västra delen av landet, 190 km sydväst om huvudstaden Minsk. Vozera Babrovitskaje ligger 149 meter över havet. Arean är 9,5 kvadratkilometer. Den sträcker sig 4,8 kilometer i nord-sydlig riktning, och 3,7 kilometer i öst-västlig riktning.